# Miriam Gillis-Carlebach

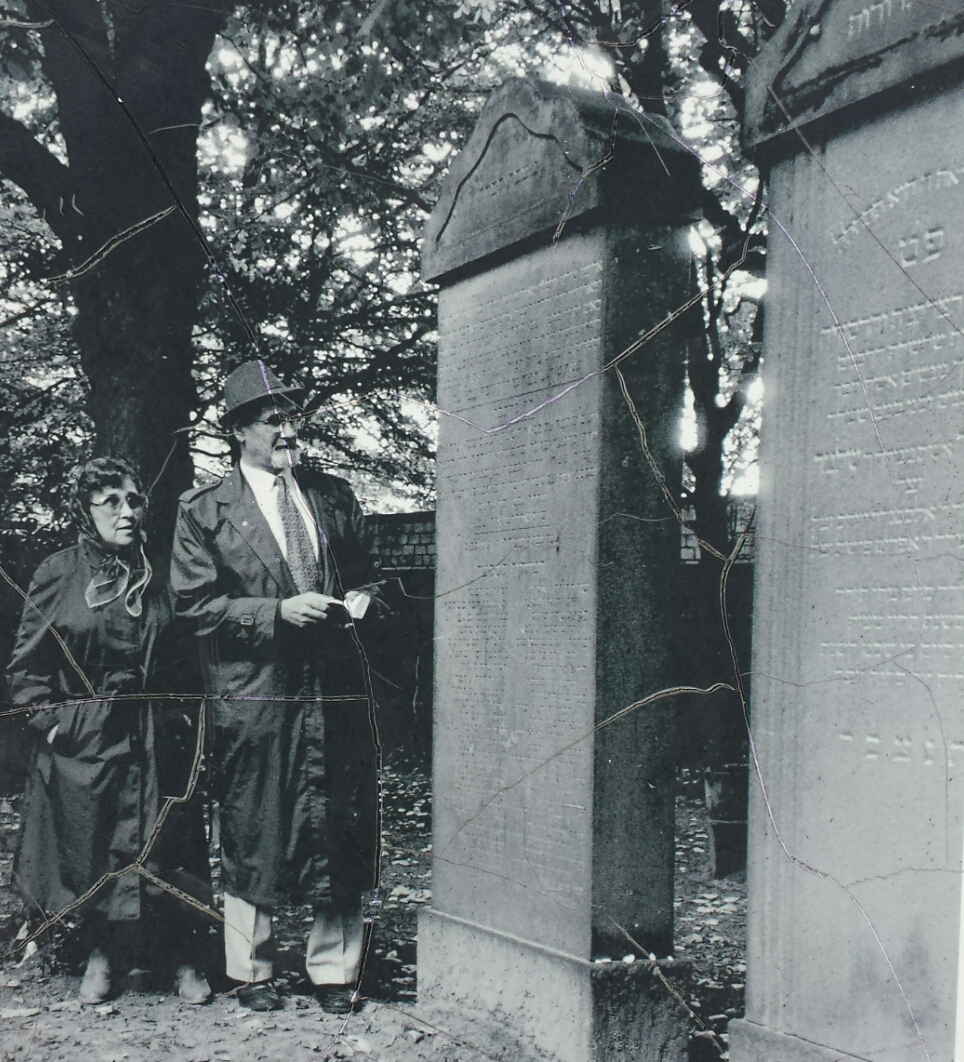
Miriam Gillis-Carlebach mit ihrem Ehemann Mosche Gillis am Grab ihrer Großeltern Esther und Salomon Carlebach auf dem Jüdischen Friedhof in Lübeck-Moisling

Miriam Gillis-Carlebach (geboren am 1. Februar 1922 in Hamburg, gestorben am 28. Januar 2020 in Petach Tikwa) war eine israelische Dozentin für Pädagogik, Soziologie und jüdische Geschichte.

## Herkunft
Miriam Gillis-Carlebach war die Enkelin von Esther Carlebach und Salomon Carlebach, die durch ihre zwölf Kinder Stammeltern einer der angesehensten Rabbinerfamilien in Deutschland wurden.

## Leben
Miriam Gillis-Carlebach war die Tochter des Oberrabbiners Joseph Carlebach (1883–1942) aus Hamburg. Dieser wurde mit seiner Frau Charlotte, geborene Preuss (geboren 1900) und den vier jüngsten der neun Kinder ins Lager Jungfernhof bei Riga verschleppt. Die Eltern und ihre Töchter Ruth (geboren 1926), Noemi (geboren 1927) und Sara (geboren 1928) wurden am 26. März 1942 im Wald von Biķernieki erschossen. Miriam Gillis-Carlebachs jüngerer Bruder Salomon Peter Carlebach (geboren am 17. August 1925, gestorben am 21. Juli 2022), der mit den Eltern und Schwestern verschleppt worden war, überlebte, weil er einem Arbeitskommando zugeteilt worden war. Er wurde später Rabbiner in New York.
Miriam Gillis-Carlebach hatte vier weitere Geschwister: Eva Sulamit (1919–1966), verheiratet mit dem Rabbiner Joseph Heinemann; Esther (geboren 1920–2019), verheiratet mit Shimon Hackenbroch; Julius Carlebach (1922–2001), Rabbiner und Hochschullehrer in Großbritannien und Heidelberg; und Judith (1924–1970), verheiratet mit Geoffrey Heymann.
Miriam, die drittälteste Tochter, besuchte zunächst die jüdische Gemeindeschule in Altona, anschließend die Real-Mädchenschule der Deutsch-Israelitischen Gemeinde und ab 1938 die Talmud-Tora-Oberrealschule. Im Oktober 1938 emigrierte sie ein Jahr vor dem Abitur als 16-Jährige mit einem Touristenvisum nach Palästina. Über die Zeit vor ihrer Auswanderung sagte sie in einem Interview: „Die letzten Tage in Hamburg waren sehr schwer für mich […] Ich wusste ja, dass ich wegmusste. Es wurde so eine Art Drohung ausgesprochen, dass ich in ein Schulungslager kommen würde, wenn ich nicht innerhalb von vierzehn Tagen wegginge. […] Einer der letzten Beamten, der mir meinen Pass mit einem roten J stempelte, fragte mich: ‚Glauben Sie, dass es in Palästina weniger nach Pulver riecht als in Deutschland?‘“
In Haifa besuchte sie eine Landwirtschaftsschule und lebte anschließend bis 1943 im Kibbuz Alumin. 1944 heiratete sie Mosche Gillis, einen Lehrer und Leiter eines Jugenddorfes. Das Paar hatte vier Kinder: die Söhne Awraham Rafael und Joseph Zwi sowie die Töchter Ilana Sara und Michal Chawa.
Einige Wochen nach Ende des Zweiten Weltkriegs erfuhr sie vom gewaltsamen Tod ihrer Eltern und ihrer drei jüngeren Schwestern, der bereits drei Jahre zurücklag. Darüber sagte sie: „Ich fand die Nachricht so unfassbar, dass ich sie nicht begreifen konnte. Obwohl wir schon wussten, dass viel passiert war, war es doch eine schreckliche, unvorbereitete Nachricht.“
Erst 1968 legte sie im Alter von 46 Jahren das Abitur ab und studierte anschließend Pädagogik. Von 1964 bis 1970 arbeitete sie als Autorin von Radiosendungen zur jüdischen Geschichte beim israelischen Erziehungsministerium. Ebenfalls im Auftrag des Ministeriums für Erziehung arbeitete Miriam Gillis-Carlebach von 1969 bis 1972 als Ausbilderin von Lehrern für Kinder mit Leseproblemen, sie war selbst bis 1980 als Lehrerin für Kinder mit Dyslexie tätig. Ab 1973 unterrichtete sie an der Bar-Ilan-Universität in Ramat Gan, 1984 wurde sie promoviert; 1988 übernahm sie die Leitung des Haddad-Legasthenie-Instituts. Außerdem leitete sie bis ins hohe Alter das 1992 gegründete Joseph Carlebach Institut an der Bar-Ilan-Universität. Zu ihren Forschungsinteressen zählten neben den Schriften und der Philosophie ihres Vaters, Rabbiner Joseph Carlebach, das deutsche Judentum, die „Thora im Derekh-Eretz“ Bewegung sowie der Holocaust in Deutschland. Neben diesen Themen forschte sie akademisch zur Entwicklung der Sonderpädagogik und ihrer Entwicklung, zu Sprache und Lesen und ihrer Entwicklung in den verschiedenen ethnischen Gruppen in Israel, zu Dyslexie und zur hebräischen Schrift, ihren Buchstaben und Entwicklung. Neben ihrem Wirken an der Bar-Ilan Universität nahm Miriam Gillis-Carlebach viele weitere Aufgaben wahr. In den 1980er Jahren war sie als Beraterin vielfältig tätig, unter anderem im Komitee des Zentrums für Forschung zur Erforschung der religiösen Aspekte des Holocaust, „Oth and Eth“, im Komitee für computerbasierten Unterricht in der Sonderpädagogik der Universität Tel Aviv. Sie war Mitglied im Komitee für Hebräisch-Textbücher in der Grundschule des israelischen Erziehungsministeriums, in der Weltunion für Jüdische Studien und seit 1974 war sie ein Mitglied des Bundesverbandes e. V. für Legasthenie in Hannover.
1983, also 45 Jahre nach ihrer Emigration, kehrte sie zum ersten Mal wieder nach Deutschland zurück, das sie seither immer wieder besuchte. „Als erstes kam die Sprache zurück, und dann habe ich versucht, Leute kennenzulernen, um zu erfahren, ob es unter ihnen welche gibt, die nicht nur bedauern, sondern auch verstehen. Es sind nicht viele, aber doch einige.“ Diesen ersten Besuch 1983 charakterisierte die Historikerin  Barbara Vogel als „Trotzreaktion auf die Geschichtsvergessenheit der Hamburger.“ Gemeinsam mit ihrem Mann nahm Miriam Gillis-Carlebach an einer Gedenkfeier für ihren Vater Joseph Carlebach, dessen hundertjähriger Geburtstag gewesen wäre, in der Hamburger Synagoge teil, offiziell eingeladen war sie nicht. 1988 kam Miriam Gillis-Carlebach im Rahmen eines einjährigen Forschungsaufenthalts für ein Projekt zum jüdischen Schulwesen nach Hamburg. Das Ergebnis dieses Aufenthalts war die Publikation „Jüdischer Alltag als humaner Widerstand 1939–1941“. Im November des Jahres nahm sie als Ehrengast, eingeladen von Henning Voscherau, dem Ersten Bürgermeister, an der Gedenkveranstaltung in Erinnerung an die Novemberpogrome teil. 1990 war Miriam Gillis-Carlebach als Gastdozentin am Fachbereich Theologie der Universität Hamburg. Hier bot sie Veranstaltungen zum Hebräischen und zu Jerusalem als heiliger Stadt an. Sie sprach ebenfalls im November 1990 an der Landeszentrale für politische Bildung Hamburg zum Thema „November 1983 – November 1989 Kristallnacht versus Reunion of Germany.“
2004 beklagte sie, dass immer weniger deutsche Studenten an die Universität nach Ramat Gan kämen. „Über Juden forschen will jeder, mit ihnen forschen und ihnen in die Augen sehen kaum noch jemand“, sagte sie und merkte zum Ausbleiben Deutscher an: „Vielleicht hat Mami ihnen gesagt, dass das zu gefährlich ist.“
Neben zahlreichen Arbeiten über Pädagogik und Sonderpädagogik sowie Judaistik veröffentlichte Miriam Gillis-Carlebach eine Monographie über ihre Mutter und gab in vier Bänden Ausgewählte Schriften ihres Vaters Joseph Carlebach heraus.
Für ihr Wirken wurde Miriam Gillis-Carlebach zahlreich ausgezeichnet. Unter anderem erhielt sie 1981 im Auftrag des pädagogischen Komitees des israelischen Erziehungsministeriums einen Preis für kreative Bildung, 1991 zeichnete die religiöse Lehrer Union Israel sie für Kreativität in der religiösen Bildung aus und die Stadt Tel Aviv überreichte ihr im selben Jahr einen Preis für hervorragende Leistung in der Sonderpädagogik. Auch in Deutschland wurde sie zahlreich geehrt. Der Hamburger Senat verlieh ihr den Titel Professorin. Die Universität Hamburg ernannte Miriam Gillis-Carlebach 1995 zur Ehrensenatorin und die Carl von Ossietzky Universität Oldenburg verlieh ihr 2009 aufgrund „ihres bedeutenden wissenschaftlichen Werks, ihrer von hohem Ethos und tiefer Ernsthaftigkeit getragenen Persönlichkeit und ihrer Beziehung zu Oldenburg“ die Ehrendoktorwürde.

## Ehrungen
- Ehrensenatorin der Universität Hamburg (1995)[18]
- Bundesverdienstkreuz 1. Klasse (4. Juli 2008)[19]
- Ehrendoktorin der Carl von Ossietzky Universität Oldenburg (23. Oktober 2009)[20][21]

## Veröffentlichungen
- Streiflichter aus der jüdischen Vergangenheit Hamburgs. Eine Bilderreise. Herausgegeben vom Joseph Carlebach Institut. Hentrich & Hentrich, Berlin 2016, ISBN 978-3-95565-099-5.
- »›Tastet Meine Messiasse nicht an‹ – das sind die Schulkinder«. Joseph Carlebachs jüdische Erziehungslehre. Dölling und Galitz, Hamburg 2004, ISBN 3-935549-94-6.
- mit Gerhard Paul: Menora und Hakenkreuz. Zur Geschichte der Juden in und aus Schleswig-Holstein, Lübeck und Altona (1918–1998). Wachholtz, Neumünster 1998, ISBN 3-529-06149-2.
- Jedes Kind ist mein Einziges. Lotte Carlebach-Preuss, Antlitz einer Mutter und Rabbiner-Frau. Dölling und Galitz, Hamburg 1992, ISBN 3-926174-42-0.
  - Überarbeitete Neuauflage: Dölling und Galitz, Hamburg 1997, ISBN 3-930802-70-8.

## Herausgeberschaft
- mit Ingrid Lohmann und George Yaakov Kohler: Die Zehnte Joseph-Carlebach-Konferenz. »Horchet, ihr Söhne, der Moral des Vaters, und höret zu, um Weisheit zu erkennen«. Väter und Vaterfiguren in jüdischer Geschichte, Religion und Kultur. Dölling und Galitz, Hamburg 2016, ISBN 978-3-86218-085-1.
- mit Barbara Vogel: Die Neunte Joseph-Carlebach-Konferenz. »Ihre Wege sind liebliche Wege und all ihre Pfade Frieden«. Wege Joseph Carlebachs. Universale Bildung, gelebtes Judentum, Opfergang. Dölling und Galitz, Hamburg 2014, ISBN 978-3-86218-065-3.
- mit Barbara Vogel: Die Achte Joseph Carlebach-Konferenz. »Mein Täubchen aus dem Felsenspalt …« Becoming visible. Jüdisches Leben in Deutschland seit 1990. Dölling und Galitz, Hamburg 2011, ISBN 978-3-86218-015-8.
- mit Barbara Vogel: Die Siebte Joseph Carlebach-Konferenz. »Und die Straßen der Stadt Jerusalem werden voll sein mit Knaben und Mädchen, die in ihren Straßen spielen«. Das jüdische Kind zwischen hoffnungsloser Vergangenheit und hoffnungsvoller Zukunft. Dölling und Galitz, Hamburg 2008, ISBN 978-3-937904-62-7.
- mit Barbara Vogel: Die Sechste Joseph Carlebach-Konferenz. »… die da lehren, werden leuchten wie des Himmels Glanz«. Joseph Carlebach und seine Zeit. Würdigung und Wirkung. Ora, Band 5. Dölling und Galitz, Hamburg 2005, ISBN 3-937904-31-X.
- mit Barbara Vogel: Die Fünfte Joseph Carlebach-Konferenz. »… der den Erniedrigten aufrichtet aus dem Staube und aus dem Elend erhöht den Armen«. Unvollendetes Leben zwischen Tragik und Erfüllung. Dölling und Galitz, Hamburg 2002, ISBN 3-935549-25-3.
- mit Barbara Vogel: Die Vierte Joseph Carlebach-Konferenz. »… und so zogen sie aus, ein jeder bei seiner Familie und seinem Vaterhaus«. Familie im Spannungsfeld zwischen Tradition und Moderne. Dölling und Galitz, Hamburg 2000, ISBN 3-933374-66-9.
- mit Barbara Vogel: Die Dritte Joseph-Carlebach-Konferenz. »Wie ein Einheimischer soll der Fremdling bei euch sein – und bringe ihm Liebe entgegen wie dir selbst …«. Toleranz im Verhältnis von Religion und Gesellschaft. Dölling und Galitz, Hamburg 1997, ISBN 3-930802-54-6.
- Joseph Carlebach: Ausgewählte Schriften. Georg Olms Verlag, Hildesheim 1982 (Bände 1 u. 2, mit einem Vorwort von Haim Hermann Cohn), 2002 (Band 3) und 2007 (Band 4, hrsg. unter Mitarbeit von Gillian Goldmann).
- Memorbuch zum Gedenken an die jüdischen, in der Schoa umgekommenen Schleswig-Holsteiner und Schleswig-Holsteinerinnen. Hrsg. für den Verein jüdischer ehemaliger Schleswig-Holsteiner und Schleswig-Holsteinerinnen in Israel. Dölling und Galitz, Hamburg 1996, ISBN 3-930802-18-X.
- mit Wolfgang Grünberg: »Den Himmel zu pflanzen und die Erde zu gründen«. Die Joseph-Carlebach-Konferenzen. Jüdisches Leben. Erziehung und Wissenschaft. Dölling und Galitz, Hamburg 1995, ISBN 3-926174-56-0.
- Jüdischer Alltag als humaner Widerstand. Dokumente des Hamburger Oberrabbiners Dr. Joseph Carlebach aus den Jahren 1939–1941. (Mit einem Vorwort von Hans-Dieter Loose). (= Beiträge zur Geschichte Hamburgs. Band 37). Verein für Hamburgische Geschichte, Hamburg 1990, ISBN 3-923356-34-X.